# Platja d'Alcúdia
La platja d'Alcúdia, que juntament amb la Platja de Muro conforma la restinga dunar de l'Albufera de Mallorca, està situada íntegrament al municipi d'Alcúdia. És una platja de gran extensió (3,4 km) de caràcter urbà, d'arenes fines i aigües transparents.